# The Concert (film fra 1921)
The Concert er en amerikansk stumfilm fra 1921 af Victor Schertzinger.

## Medvirkende
- Lewis Stone
- Myrtle Stedman
- Raymond Hatton
- Gertrude Astor
- Mabel Julienne Scott
- Russ Powell
- Lydia Yeamans Titus